# Блок 24
 Блок 24 је насеље и један од стамбених блокова који се налази на Новом Београду.

## Опште информације
Насеље се граничи са блоковима 23, 25, 28 и 42. Оивичено је улицама Арсенија Чарнојевића, Антифашистичке борбе, Милутина Миланковића и Шпанских бораца.
Припада централној зони Новог Београда, целини коју чине девет симетрично распоређених блокова која има статус културног добра-просторно културно-историјске целине.
Насеље је саграђено у стилу постмодернизма, има уобичајени квадратни облик са зградама које су концентрисане у централном делу. У блоку се налази шест петоспратних ламела различитих форми. Доминантан мотив насеља представља троугаони забат који се јавља на свим објектима у различитим функцијама. Белим фасадама које су обложене циглом, контраст стварају метални конструктивни и декоративни елементи у зеленој, црвеној и плавој боји. У приземљу сваки стан има ограђену башту наткривену стакленим кровом који ствара заштиту од сунца.
Сви кровови на зградама су двосливни па се стварају забати који доминирају постмодерном архитектуром тог доба. На тај начин архитекте су унеле традиционалне архитектонске елементе  карактеристичне за подручје Балкана у којем је препознатљив конструктивни елемент двосливни кров. У средини блока налази се парк са дечјим игралиштима и спуштеним нивоима који су предвиђени за релаксацију. Насеље у централном делу има доста зелених површина за разлику од рубних делова којим доминирају велики пословни објекти. По ободу блока је током 2000их година изграђен низ пословних објеката, који су затворили видик централне зоне Новог Београда.

## Историјат
Године 1981. године је донета одлука о промени урбанистичког плана Новог Београда. Блокови 24, 25 и 26 нису у ранијим плановима били предвиђени за стамбене блокове већ се на том простору, између зграде СИВ-а и железничке станице Новог Београда, планирала изградња административно пословне зоне. Ипак, 1982. године расписан је конкурс за изградњу стамбеног комплекса у Блоку 24, чиме је трајно напуштена идеја о пословној целини овог дела града. Тај процес отворио је врата тржишним интересима и прекинуо процес модернистичког концепта Новог Београда.
Пројекат блока израдиле су архитекте Богдан Славица и Владимир Славица, изградња која је почела 1985, завршена је 1989. године. Тако је Блок 24 последњи пројектовани и изведени стамбени блок Централне зоне Новог Београда, која је 2021. проглашена за културно добро.
По плану изграђено је 6 стамбених зграда са 5 спратова за око 2000 становника. План је предвиђао изградњу гаража, вртића, пијаце, дома културе, као и хотела, ресторана, биоскопа и других зграда јавне намене који због политичке и економске кризе нису изграђени. Уз улицу Шпанских бораца изграђен је мањи амфитеатар/гледалиште квадратне основе који данас има различите функције. Тек 2002. године саграђен је предвиђени комерцијални објекат-супермаркет по пројекту арх. Жаклине Глигоријевић. Када је саграђен 1986. Блок 24 је припадао месној заједници „Његош” као и Блок 28.